# ان‌جی‌سی ۵۹۸۵
ان‌جی‌سی ۵۹۸۵ (انگلیسی: NGC 5985) نام یک کهکشان مارپیچی در صورت فلکی اژدها است.